# Diathoneura laticeps
Diathoneura laticeps är en tvåvingeart som beskrevs av Oswald Duda 1925. Diathoneura laticeps ingår i släktet Diathoneura och familjen daggflugor. Inga underarter finns listade i Catalogue of Life.